# Тазларово (село)
Тазларово (баш. Таҙлар) — село в Зианчуринском районе Республики Башкортостан Российской Федерации. Административный центр Тазларовского сельсовета. Согласно переписи 2020 года население составляло 1073 человека.

## География
Географическое положение
Рядом с селом река Малая Сурень впадает в реку Большую Сурень.
Расстояние до:
- районного центра (Исянгулово): 10 км,
- ближайшей ж/д станции (Саракташ): 64 км.

## Население
| 1939  | 1959 | 1970 | 1979  | 1989  | 2002  | 2009  |
| ----- | ---- | ---- | ----- | ----- | ----- | ----- |
| 468   | ↘395 | ↗889 | ↗1036 | ↗1173 | ↘1109 | ↗1170 |
| 2010  |      |      |       |       |       |       |
| ↘1119 |      |      |       |       |       |       |

Национальный состав
Согласно переписи 2002 года, преобладающие национальности — башкиры (65 %), русские (30 %).

## Религия
В селе есть мечеть.